# Orguljsko gorje
Orguljsko gorje (eng. Organ Mountains, špa. Sierra de los Órganos) je gorje u južnom Novom Meksiku na Jugozapada SAD-a, u sjeverozapadnom dijelu pustinje Chihuahue (eng. Chihuahuan Desert, špa. Desierto de Chihuahua).  Pruža se 16 km istočno od grada Las Crucesa u okrugu Doñi Ani 137 km u pravcu sjever-jug i 68 km u pravcu zapad-istok. Kamen od kojeg je građen je granit i riolit. Smještene su pored dugog niza planina na istočnoj strani rasjedne doline Rio Grandea. Blizu su gorja San Andresa (gorja Sv. Andrije) i Franklinova gorja (eng. Franklin Mountains, špa. Sierra de los Mansos), no od obaju se razlikuje geološki. Ta dva gorja tvore rasjedni blokovi sedimentnih slojeva većinom od vapnenca, a Orguljsko gorje je od magmatskih stijena. Granitne "igle" u najvišem dijelu gorja sliči na cijevi orgulja.